# قوة أويلر

قوة أويلر (بالإنجليزية: Euler force)‏ نظرية ميكانيكية  فيزيائية للعالم ليونهارد أويلر،
دالة أويلر هي التي  تعتمد على الاحداثيات المُعممة والسرعات المُعممة مثل  الفرق بين طاقة الحركة وطاقة الجهد.
تتناول هذه المقالة دوران الإطار المرجعي حول محور ثابت.

## مبدأ الفعل الأقل
عندما تتطور المنظومة مع مرور الزمن فإن حركتها تشكل مساراً في فضاء الهيئة وذلك لأن الجسيم يكون له موقع وسرعة محددة في فضاء الهيئة، ومع مرور الزمن يتغير موقعه وسرعته وبالتالى ينتقل من نفطة إلى أخرى في فضاء الهيئة. الآن افترض أن المنظومة عند لحظة معينة t_i كانت عند النقطة (أ) في فضاء الهيئة ولاحقاً عند لحظة زمنية t_f وصلت المنظومة إلى نقطة أخرى في فضاء الهيئة وهي النقطة (ب). الآن هناك عدد لانهائى من المسارات التي تربط بين هاتين النقطتين، والسؤال هو ماهو المسار الذي انتقلت خلاله المنظومة؟ للإجابة على هذا السؤال دعنا نُعرف عدداً S يسمى بالفعل وهذا الفعل يُعرف على أنه التكامل الزمنى لدالة أويلر من لحظة بداية الحركة t_i إلى لحظة نهاية الحركة t_f.
ينص مبدأ الفعل الأقل على أن المسار الحقيقى الذي تتحرك خلاله المنظومة هو المسار الذي يجعل للفعل S أقل قيمة ممكنة.
معادلات أويلر:

## تسريع أويلر
المعادلة التي تصف كمية التسريع واتجاهه لنظام يدور حول محوره ، هي:
{\displaystyle {\boldsymbol {a}}_{\mathrm {Euler} }=-{\frac {d{\boldsymbol {\omega }}}{dt}}\times \mathbf {r} }
ω :  تعني التردد الزاوي في الإطار المرجعي ؛
r:    المتجه بين نقطة المشاهدة و محور الدوران .
dω /dt  هو معدل تغير التردد الزاوي مع الزمن ، وينشأ عنه تسريع أويلر.

## قوة أويلر
باستخدام التسريع أعلاه، فإن قوة أويلر هو :
{\displaystyle {\boldsymbol {F}}_{\mathrm {Euler} }=m{\boldsymbol {a}}_{\mathrm {Euler} }=-m{\frac {d{\boldsymbol {\omega }}}{dt}}\times \mathbf {r} \ ,}
حيث :
m  هي كتلة الجسم الواقع تحت تسريع أويلر ، وذلك طبقا لقانون نيوتن عن القوة  .